# Axiocerses croesus
Axiocerses croesus är en fjärilsart som beskrevs av Henry Trimen 1862. Axiocerses croesus ingår i släktet Axiocerses och familjen juvelvingar. Inga underarter finns listade i Catalogue of Life.